# Chromis nigroanalis
Chromis nigroanalis är en fiskart som beskrevs av Randall, 1988. Chromis nigroanalis ingår i släktet Chromis och familjen Pomacentridae. Inga underarter finns listade i Catalogue of Life.